# Сравнительная мифология
Сравнительная мифология — наука, посвящённая сравнению мифов разных культур в попытке определить общие темы и характеристики. Сравнительная мифология служит различным академическим целям. Например, учёные используют взаимосвязи между различными мифами, чтобы проследить развитие религий и культур, предложить общие истоки мифов из разных культур и поддержать различные психологические теории.
Сравнительное изучение мифологий раскрывает наднациональные мотивы, которые объединяют духовное понимание во всём мире. Значение этого исследования порождает «широкое, сочувственное понимание этих мифов в человеческой истории». Сходство мифологии разных народов напоминает человечеству об универсальности человеческого опыта и общности происхождения.

## Общая проблематика
Науки филологического цикла, в частности, фольклористика выработали три способа объяснения сходства  текстов, бытующих в устной передаче. Первым является генетический: наличие у устных текстов общего предка. Обыкновенно он применяется к традициям, которые имеют языковое родство: например, реконструируется индоевропейская мифология, представления о которой могут давать общие черты таких мифологий как индийская, иранская, греческая, германская, славянская и др.
Второй способ — объяснение через заимствования, культурные диффузии, взаимный обмен устными текстами в ситуации культурной двойственности и двуязычия. В этих условиях сказитель одинаково хорошо знаком, с двумя языками и может рассказывать сюжеты одной традиции на языке другой традиции и наоборот. А итог произведения народного творчества одной традиции переносят в другую. Иногда могут появляться районы, имеющие устойчивое дву- или многоязычие, где разные традиции сливаются воедино: например, на Балканах, на Северном Кавказе. При всех сложностях в межэтнических взаимоотношениях на Кавказе, нартский эпос в равной мере относится к устным традициям разных северокавказских этносов.
Третьим способом объяснения является типологический: близкие или одинаковые сюжеты или мотивы могли сложиться из-за одинаковых обстоятельств. Согласно другой интерпретации, существует такое количество причин, что учесть их все практически невозможно, поэтому типология оказывается объяснением, к которому обращаются когда объяснения через общего предка или заимствования не подходят.
Фольклористика не имеет общеустановленного способа определения, какой из этих трёх способов объяснений работает в том или ином случае. Наиболее сложной является ситуация, когда все три фактора работают одновременно. Похожие тексты находят у близкородственных этносов, которые, помимо прочего, контактируют и проживают в близких условиях, другими словами имеется и генетическая, и типологическая общность, и культурный взаимообмен. Примером служит ряд русско-украинско-белорусских фольклорных параллелей.
После исследований Юрия Березкина, посвящённых распределению фольклорных сюжетов и мотивов на карте мира с целью установления маршрутов и хронологии первичного расселения людей по планете, к трём основным вариантам объяснения сходства текстов добавляется новый: ряд схождений представляют собой результат этих миграционных процессов, фольклорно-мифологические следы пребывания древних популяций в определённых местах. Это может работать и в обратную сторону: не сходство мифов объясняется через информацию о древних миграциях, а маршруты перемещений людей обосновываются при помощи информации о схожих текстах.
Для установления заимствования или родства, как правило, требуются нетривиальные признаки, включая имена, названия, уникальные детали и др.
Нет единого мнения о существовании культурных универсалий в фольклоре. Главным аргументом антиуниверсалистов является тот факт, что не существует ни одного мифа, представленного у всех народов. Аргумент является верным, если сохраняются в неизменности исходные понятия — «миф» и «универсальность», а также исключаются из рассмотрения те элементы, которые очень распространены, но являются очень общими и тривиальными, например, мужская природа неба и женская природа земли — такие представления известны практически у всех народов. Универсалисты и антиуниверсалисты дискутируют о разных сущностях. Первые имеют ввиду предельно элементарные или предельно обобщенные схемах, в связи с чем часто апеллируя к юнговским архетипам; вторые исходят из самих мифологических сюжетов и мотивов, которые конкретны, жанрово обусловлены и в большей мере связаны с этнорегиональной и этнокультурной спецификой. Существует зависимость, что чем более элементарным является повествовательный элемент, тем проще обнаружить взаимонезависимые сходства.
Универсальность может прослеживаться не столько на уровне фольклорных мотивов, сколько в их более широких логико-семантических обобщениях («персонаж, проглоченный неким существом, живой и невредимый выходит из его утробы» и т. п.) или, напротив, на уровне его элементарных семантических составляющих, включая некоторые простейшие образы космогонических и антропогонических мифов: «недоделанный мир (мир в эмбриональной форме, безлюдный мир), первообъекты (гора, водоем, дерево), недоделанный человек (человек-заготовка, его эмбриональная форма — яйцо, комок, щепка и так далее)». Универсальность в фольклоре понимается в том смысле, что конкретный мотив/сюжет представлен во всех мировых культурах. Скорее, этот мотив/сюжет оказывается настолько распространённым, что будет редким исключением не найти его аналог в другой традиции (с учётом их семантических контекстов). Также предполагается, что существуют некие простейшие единицы смысла, к которым человеческая мысль на протяжении всех её интеллектуальной истории периодически возвращается. По этой концепции имеется конечное множество общечеловеческих понятий, поэтому возможно «установление окончательного набора универсальных атомов смысла», по выражению лингвиста Анны Вежбицкой, «алфавита человеческих мыслей».
К примеру, существует монгольский миф о рождении Чингисхана и одесская песня 1920-х годов про «всеми уважаемого» старьевщика Хаима. Если оставить в стороне такие аспекты, как жанровая специфика, бытовой антураж, ироническая интонация последней и оставить только чистый сюжет, будет видна одна и та же история: «мёртвый муж приходит к своей жене, и от этой связи родятся дети». Тот же сюжет есть в житии Иды Булонской, матери Готфрида Бульонского: этот источник анализировал французский историк Жорж Дюби. «После смерти её смертного мужа она прослыла соединившейся с бессмертным супругом жизнью в целомудрии и не желая нового замужества». Несмотря на их сходства, все три истории имеют разное происождение. Так, в генеалогии «золотого рода» Чингисхана светящийся небесный любовник делается покойным мужем праматери-вдовы только на самом позднем этапе развития сюжета, в тюркской редакции этой легенды XVII века. В жизнеописании Иды Булонской сюжет появляется только благодаря сочетанию метафор религиозной риторики («соединиться с бессмертным супругом», «монахи как дети» и др.), другими словами синтетически, за счёт семантических притяжений — если не учитывать мотива Данаи (свет, что нисходят в женское лоно), который является общим с древнемонгольским преданием. Это пример сложения по общей модели одинаковых сюжетов из совершенно разного материала. В некоторый момент начинает работать процесс логико-семиотических преобразований, которые превращают монгольское небесное божество в дух покойного мужа, а бытовой анекдот о гулящей вдове — в шутливую песню о Хаиме, продолжающем с иного света навещать свою жену. Эти истории иллюстрируют типологию, а не историческую преемственность и не культурный обмен.
Модели текстуализации расположены на уровень выше, чем конкретные сюжеты, тогда как уровнем ниже стоят элементарные семантические единицы — семы. Каждая сема обладает валентностями, определяющими перспективы порождения сюжетов через присоединение следующих сем. Так, сема «Всемирный потоп» — ещё не является сюжетом, но она имеет валентность, которая позволяет ей присоединять сему «всеобщая гибель», в свою очередь, присоединяющую сему «спасение немногих» — в результате выстраивается следующий сюжетный сценарий: «Всемирный потоп — всеобщая гибель — спасение немногих». Семе «потоп» «известна» не только ближайшая сема («всеобщая гибель»), но и перспективы следующих присоединений («спасение немногих» и т. д.) — так высвечивается целая семантическая цепочка, видимо, составляющая основу текстопорождающей модели. Именно набор логико-семантических моделей, с одной стороны, и словарь сем с их валентностями, с другой стороны, по мнению С. Ю. Неклюдова, должны быть, объектом типологических исследований, которые, таким образом, могут получить более строгую формальную методологию.
Типологические изыскания позволяют обратиться от архаических форм к явлению современной мифологии, вполне объяснимому с позиции теории универсальных мифологических моделей. Примером может служить та же песня про Хаима.
Неклюдов утверждает, что многое в людском поведении уходит корнями в дочеловеческое прошлое. Согласно Неклюдову, ближе, чем другие антропологи, к проблемам культурной семантики в своих этологических исследованиях подошёл Конрад Лоренц, изучавший символические действия животных. Однако весь комплекс ритуалов у животных семантически очень беден и не может объяснить многообразия человеческих практик и их функционально-семантических значений. Кроме того, по слова Лоренца, «у животных нет символов, передаваемых по традиции из поколения в поколение. Вообще, если захотеть дать определение животного, которое отделяло бы его от человека, то именно здесь и следует провести границу». Неклюдов добавляет: «лишь научение дает возможность для появления и развития культурной традиции».

## Предыстория
Антрополог К. Скотт Литтлтон определяет сравнительную мифологию как «систематическое сравнение мифов и мифических тем, почерпнутых из самых разных культур». При сравнении разных культур и мифологий, учёные пытаются выявить черты сходства и/или реконструировать «протомифологию» от уже существующих мифологий. Учёный-религиовед Роберт Сегал отмечает: «по определению, все теоретики ищут сходства между мифами». Однако исследователей мифологии можно грубо разделить на партикуляристов, которые подчёркивают различия между мифами, и компаративистов, которые подчёркивают сходство. Партикуляристы склонны «утверждать, что сходства, расшифрованные компаративистами, расплывчаты и поверхностны», в то время как компаративисты склонны «утверждать, что различия, выявленные партикуляристами, тривиальны и случайны».
Сравнительные подходы к мифологии пользовались большой популярностью среди учёных XVIII и XIX веков. Многие из этих учёных считали, что все мифы проявляют признаки эволюции из мысли, которая интерпретировала почти все мифы как поэтические описания поведения солнца. Согласно этой теории, эти поэтические описания со временем превратились в, казалось бы, разнообразные истории о богах и героях. Однако современные учёные больше склоняются к партикуляризму, с подозрением относясь к широким заявлениям о мифах. Недавним исключением является исторический подход, которому следовал Э. Дж. Майкл Витцель в реконструкции многих последующих слоёв старых мифов.

## Подходы
Сравнительные мифологи работают в различных областях, включая фольклор, антропологию, историю, лингвистику и религиоведение, и они используют различные методы для сравнения мифов.

### Лингвистический
Некоторые учёные рассматривают лингвистические взаимосвязи между мифами разных культур. Например, сходство между именами богов в разных культурах. Одним из особенно успешных примеров такого подхода является изучение индоевропейской мифологии. Учёные обнаружили поразительное сходство между мифологическими и религиозными терминами, используемыми в разных культурах Европы и Индии. Например, греческий бог неба Зевс-отец, римский бог неба Юпитер и индийский (ведический) бог неба Дьяус Питр имеют лингвистически идентичные имена.
Это говорит о том, что культуры древних греков, римлян и индийцев развились из общей исходной культуры, а имена их богов Зевс, Юпитер, Дьяус и германское Тиу (на английском его имя дано вторнику: tues-day) произошли от более древнего имени Dyēus ph2ter, соответствовавшего божеству неба, он же «бог-отец» (ср. англ. divine father) праиндоевропейской религии.

### Структурный
Некоторые учёные ищут глубинные структуры, общие для различных мифов. Фольклорист Владимир Пропп предположил, что многие русские сказки имеют общую сюжетную структуру, в которой определённые события происходят в предсказуемом порядке. Напротив, антрополог Клод Леви-Стросс исследовал структуру мифа с точки зрения абстрактных отношений между его элементами, а не их порядка в сюжете. В частности, Леви-Стросс считал, что элементы мифа могут быть организованы в бинарных оппозициях (сырое и варёное, природы и культуры и т. д.). Он считал, что цель мифа - являться «посредником» между этими противоположностями, тем самым снимая основную напряжённость и противоречия в жизни человека и культуры.

### Психологический
Некоторые учёные предполагают, что мифы разных культур раскрывают одни и те же или сходные психологические силы, действующие в этих культурах. Некоторые фрейдистские мыслители выявили истории, похожие на греческую историю Эдипа, во многих разных культурах. Они утверждают, что эти истории отражают различные проявления эдипова комплекса в этих культурах. Аналогичным образом, юнгианцы определили образы, темы и закономерности, которые появляются в мифах многих разных культур. Они считают, что это сходство проистекает из архетипов, присутствующих на бессознательных уровнях сознания каждого человека.

### Подход Майкла Витцеля
Подход, который является как историческим, так и сравнительным, недавно был предложен Э. Дж. Майклом Витцелем. Он сравнивает коллекции мифологий и реконструирует все более старые уровни, параллельные, но не обязательно зависящие от языковых семей. Наиболее заметной общей чертой является сюжетная линия, которая простирается от сотворения мира и людей до их конца. Эта особенность встречается в северных мифологиях Евразии и Америки («Лавразия»), в то время как она отсутствует в южных мифологиях Субсахарской Африки, Новой Гвинеи и Австралии («Гондвана»)—последний из них старше, восходящий к расселению Homo sapiens из Африки, около 65 000 лет назад. Основываясь на этих двух реконструкциях, Витцель делает некоторые предположения о сказках о «Африканской Еве». Пристальное внимание уделяется в значительной степени параллельным разработкам в археологии, палеонтологии, генетике и лингвистике. Он также высказывает некоторые предположения о сохранении этих мифов каменного века в современных религиях.

### Филогенетический
Предполагается, что, подобно генам, мифы развиваются в процессе нисхождения с модификацией[прояснить]. Поразительные параллели между биологической и мифологической эволюцией позволяют использовать вычислительную статистику для вывода об эволюционной взаимосвязи и построения наиболее вероятного филогенетического дерева для мифологической семьи. Мифологические филогении, построенные с помощью мифем, явно поддерживают низкие горизонтальные передачи (заимствования), исторические (иногда доисторические) диффузии и прерывистую эволюцию. Кроме того, протоверсия может быть статистически восстановлена. Филогенетический подход является потенциально мощным способом проверки гипотез о межкультурных связях между народными сказками.

## Мотивы
Сравнительная мифология выявила ряд мотивов, общих элементов между совокупностями мифов разных народов, включая некоторые очень широко распространённые повторяющиеся темы и элементы сюжета.

### Сотворение человечества из глины
Создание человека из глины — тема, которая повторяется во многих мировых религиях и мифологиях.
В Эпосе о Гильгамеше Энки создан богиней Аруру из глины. В греческой мифологии Прометей создал людей из воды и земли. Согласно Еврейской Библии(Бытие 2:7), «И Господь Бог создал человека из праха земного и вдохнул в его ноздри дыхание жизни, и человек стал живой душой». В индуистской мифологии мать Ганеши, Парвати, сделала Ганешу из своей кожи. И, наконец, в китайской мифологии (см. «Чу Чи» и «Императорские чтения эпохи Тайпина») Нюва лепил фигуры из жёлтой земли, давая им жизнь и способность рожать детей.

#### Первые люди
Протопласт, от древнегреческого πρωτόπλαστος (prōtóplastos, «перво-сформировавшийся»), в религиозном контексте первоначально относился к первому человеку или, в более общем смысле, к первому организованному организму прародителей человечества в мифе о сотворении мира.
На протяжении всей истории существует множество примеров того, как человеческая пара была прародителями всего человеческого вида. Это включало бы, но не ограничивалось Адамом и Евой из авраамизма, Лифом и Лиф-Расиром из скандинавской мифологии, а также Фуси и Нювой из китайских мифов.
В индуистской мифологии Ману относится к архетипическому человеку. На санскрите термин, обозначающий «человека», मानव (ИАСТ: манава) означает «Ману» или «дети Ману». Манусмрити-древний юридический текст и конституция среди многих Дхармашастр индуизма, и считается, что это дискурс, данный Ману.

### Похищение небесного огня на благо человечества
Похищение огня на благо человечества-тема, которая повторяется во многих мировых мифологиях. Несколько примеров включают: В греческой мифологии, согласно Гесиоду, титан Прометей крадёт небесный огонь для человечества, способствуя прогрессу цивилизации. В Книге Еноха падшие ангелы и Азазель учат раннее человечество пользоваться инструментами и огнём. В древнеиндийском сборнике ведических санскритских гимнов" Ригведа " (3:9.5) говорится о герое Матаришване, который восстановил огонь, который был скрыт от человечества.

### Миф о потопе
Культуры по всему миру рассказывают истории о великом потопе. Во многих случаях наводнение оставляет в живых только одного выжившего или группу выживших. Например, и вавилонский эпос о Гильгамеше, и еврейская Библия рассказывают о глобальном потопе, уничтожившем человечество, и о человеке, который спас людей, взяв их на борт лодки. Подобные истории об одном выжившем после потопа появляются в индуистской мифологии, где Ману спасает Землю от потопа, построив ковчег, а также в греческой, скандинавской мифологии и мифологии ацтеков.

### Умирающий бог
Во многих мифах фигурирует бог, который умирает и часто возвращается к жизни. Такие мифы особенно распространены в ближневосточных мифологиях. Это относится к таким божествам как Гор, Христос, Митра, Осирис, Дионис. Антрополог сэр Джеймс Фрейзер сравнил эти мифы о умирающем боге в своём многотомном труде «Золотая ветвь». Египетский бог Осирис и месопотамский бог Таммуз являются примерами умирающего бога, в то время как греческие мифы об Адонисе (хотя и смертном) часто сравнивают с Осирисом, а миф о Дионисе также описывает смерть и возрождение. Некоторые учёные отметили сходство между политеистическими историями об умирающих богах и христианской историей об Иисусе из Назарета.

### Жертва для сотворения мира
Во многих культурах есть истории о божественных фигурах, смерть которых создаёт существенную часть реальности. эти мифы кажутся особенно распространено среди культур, которые выращивают сельскохозяйственные культуры, особенно клубни. один такой миф из Wemale людей из Серам, остров, Индонезия, рассказывает о чудом продуманной девушка по имени Hainuwele, которого убили, труп ростки в народной основных продовольственных культур. Китайский миф о Пангу, индийский ведический миф о Пуруше и скандинавский миф об Имире, шумерский миф о Тиамат — все они рассказывают о космическом гиганте, которого убили, чтобы создать мир.

### Ось мира
Во многих мифологических верованиях упоминается место, которое находится в центре мира и действует как точка соприкосновения между различными уровнями Вселенной. Эта ось мира часто отмечена священным деревом или другим мифическим объектом. Например, многие мифы описывают огромное дерево или столп, соединяющий небо, землю и подземный мир. В Ведической Индии, Древнем Китае, майя, инках и германских народах существовали мифы о Космическом Дереве, ветви которого достигают небес, а корни — ада. Древние греки верили в центр вселенной — Дельфы, где жил пророческий оракул. История гласит, что Зевс, царь богов, выпустил двух птиц в противоположных направлениях, чтобы облететь весь мир. Местом, где они встретились, были Дельфы.

### Спящее божество
Многие культуры верят в небесное высшее существо, которое прекратило контакт с человечеством. Историк Мирча Элиаде называет это высшее существо deus otiosus («праздный бог»), хотя этот термин также используется в более широком смысле, для обозначения любого бога, который регулярно не взаимодействует с людьми. Во многих мифах Высшее Существо уходит на небеса после сотворения мира. В мифологии Балубы есть такая история, в которой верховный бог уходит с земли, оставляя человека на его поиски. Аналогично, мифология хереросов рассказывает о боге неба, который оставил человечество меньшим божествам. В мифологии чрезвычайно сложных культур, верховное существо, как правило, полностью исчезает, заменяется сильным политеистических верований системы. В греческой мифологии, «хаос», создатель вселенной, исчезает после создания изначального божества, такие как Гайю (Землю), Уран (Небо), Понта (вода) и тартар (ад), среди других.

### Титаномахия
Во многих культурах существует миф о сотворении мира, в котором группа более молодых, более цивилизованных богов побеждает и/или борется против группы старших богов. В индуистской мифологии младшие дэвы (боги) сражаются со старшими асурами (демонами). В греческом мифе о Титаномахии олимпийские боги побеждают титанов, древнюю и более примитивную божественную расу, и устанавливают космический порядок.

### Гиганты
Связанные со многими мифологическими историями о героях, гиганты (от латинского и древнегреческого: гигас, родственная Гея/Гея) — существа человеческой внешности, но огромных размеров и силы, распространённых в мифологии и легендах многих разных культур. В различных индоевропейских мифологиях гигантские народы изображаются как первобытные существа, связанные с хаосом и дикой природой, и они часто конфликтуют с богами, будь то греческими, кельтскими, индусскими или скандинавскими (титаны, асуры, дэвы, турсы, и другие). Гиганты также часто играют аналогичные роли в мифологиях и фольклоре других, неиндоевропейских народов, таких как Нартские традиции. В Ветхом Завете также есть рассказы о великанах. Некоторые из них называются нефилимами, слово часто переводится как гигант, хотя этот перевод не является общепринятым. Они включают Ога, царя Васана, нефилимов, Анакимов и гигантов Египта, упомянутых в 1 Паралипоменон 11:23. Первое упоминание о нефилимах встречается в Книге Бытия 6:4; им приписывается необычайная сила и физические пропорции.

### Драконы и змеи
Обычно от больших до гигантских, похожих на змей легендарных существ, которые появляются в фольклоре многих культур по всему миру. Верования о драконах сильно различаются в зависимости от региона, но драконы в западных культурах со времён Высокого Средневековья часто изображались крылатыми, рогатыми, четвероногими и способными дышать огнём. В то время как драконы в восточных культурах обычно изображаются как бескрылые, четвероногие, змееподобные существа с интеллектом выше среднего.

#### Борьба с Хаосом
Эпические сражения один на один между этими зверями отмечаются во многих культурах. Как правило, они состоят из героя или бога, сражающегося с одним или несколькими головными драконами. Мотив Хаоскампфа (нем. Chaoskampf [ˈkaːɔskampf]; дословно — «борьба с хаосом») широко распространён в мифах и легендах, изображая битву божества-героя культуры с монстром хаоса, часто в форме морского змея или дракона. Несколько примечательных примеров включают: Зевс против Тифона и Геркулес против Лернейской Гидры, оба из которых из греческой мифологии, Тор против Йормунгандра из скандинавской мифологии, Индра против Вритры из индийской мифологии, Ра против Апеп из египетской мифологии и Юй Великий против Сянлю. Во всем мире существует множество других примеров.

#### Уроборос
Происходящий из древнеегипетской иконографии, Уроборос или уроборус-это древний символ, изображающий змею или дракона, поедающего свой собственный хвост. Уроборос вошёл в западную традицию через греческую магическую традицию.
В скандинавской мифологии Уроборос появляется как змей Ермунгандр, один из трёх детей Локи и Ангрбоды, который вырос настолько большим, что мог окружить мир и схватить свой хвост зубами.
В «Айтарейя брахмане», ведическом тексте начала 1-го тысячелетия до н. э., природа ведических ритуалов сравнивается с «змеёй, кусающей свой собственный хвост».
Среди коренных жителей тропических низменностей Южной Америки распространено убеждение, что воды на краю диска мира окружены змеёй, часто анакондой, кусающей себя за хвост.

### Основополагающие мифы
Во многих культурах существуют мифы, описывающие происхождение их обычаев, ритуалов и идентичности. На самом деле древние и традиционные общества часто оправдывали свои обычаи, утверждая, что их боги или мифические герои установили эти обычаи. Например, согласно мифам австралийского караджарри, мифические братья Багаджимбир установили все обычаи караджери, включая положение, в котором они стоят во время мочеиспускания.

### Структура повествований о героях
Фольклористы, такие как Антти Аарне (системы классификации Аарне-Томпсона) и Джордж Полти (Тридцать шесть драматических ситуаций), создали структурированные справочные системы для выявления связей между мифами из разных культур и регионов. Некоторые сравнительные мифологи ищут сходства только между историями героев в пределах определённого географического или этнического диапазона. Например, австрийский учёный Иоганн Георг фон Хан попытался определить общую структуру, лежащую в основе историй об арийских героях.

### Людоедство
Людоедство фигурирует в мифах, фольклоре и легендах многих культур и чаще всего приписывается злым персонажам или как крайнее возмездие за какой-либо проступок. Примеры включают Ламию из греческой мифологии, женщину, которая стала чудовищем, пожирающим детей, после того как её детей уничтожила Гера, узнав о свиданиях своего мужа Зевса. В мифологии и религии зуни, Атахсай это гигантский демон-каннибал, питающийся как собратьями-демонами, так и людьми. Он изображён с немигающими выпученными глазами, длинными когтями и жёлтыми клыками, которые выступали из его губ. Миф о Баксбахваланксиве, в обществе Хамаца коренного племени Кваквака-вакв, рассказывает о гиганте-людоеде, который живёт в странном доме с красным дымом, выходящим из его крыши.

### Астрологические традиции, типы и системы
Большинство человеческих цивилизаций — в частности, Индия, Китай, Египет, Месопотамия, майя и инки — основывали свою культуру на сложных системах астрологии, которые обеспечивали связь космоса с условиями и событиями на земле. Для них астрологическая практика была не просто гаданием, потому что она также служила основой для их духовной культуры и систем знаний, используемых в практических целях, таких как календарь (см. мезоамериканские календарные шаманы) и медицина (например, И Цзин). Астрологическая традиция даже способствовала развитию астрономии поскольку изучение неба дало бесценные сведения о небесных телах.
Тесно связанные с Астрологией, различные зодиакальные системы и созвездия существовали с древности. Для зодиака примерами являются Маццарот, Китайский зодиаки Индуистский зодиак. Происхождение самых ранних созвездий, вероятно, восходит к доисторическим временам. Люди использовали их, чтобы рассказывать истории о своих убеждениях, опыте, творчестве или мифологии. Различные культуры и страны приняли свои собственные созвездия, некоторые из которых просуществовали до начала 20-го века, прежде чем современные созвездия получили международное признание.

### Орбис Алиус (другая земля/мир)
Концепция потустороннего мира в исторической индоевропейской религии реконструируется в сравнительной мифологии. Его название — калька orbis alius (по-латыни «другая Земля/мир»), термин, используемый Луканом в его описании кельтского Потустороннего мира.
Сопоставимые религиозные, мифологические или метафизические концепции, такие как царство сверхъестественных существ и царство мёртвых, встречаются в культурах по всему миру. Считается, что духи путешествуют между мирами или слоями существования в таких традициях, обычно вдоль оси, такой как гигантское дерево, столб палатки, река, верёвка или горы.

#### Нижний (подземный) мир
Подземный мир-это сверхъестественный мир мёртвых в различных религиозных традициях и мифах, расположенный ниже мира живых. Хтонический — это техническое прилагательное для вещей подземного мира.
Концепция подземного мира встречается почти в каждой цивилизации и «может быть такой же древней, как само человечество». Общими чертами мифов о подземном мире являются рассказы о живых людях, совершающих путешествия в подземный мир, часто с какой-то героической целью. Другие мифы укрепляют традиции, согласно которым вход душ в подземный мир требует надлежащего соблюдения церемонии, например, древнегреческая история о недавно умершем Патрокле, преследующем Ахилла до тех пор, пока его тело не будет должным образом похоронено для этой цели. Лица, имеющие социальный статус, были одеты и экипированы для того, чтобы лучше ориентироваться в подземном мире.

#### План бытия
В эзотерической космологии план понимается как тонкое состояние, уровень или область реальности, каждый план соответствует какому-либо типу, виду или категории бытия. Также известен как план или сфера существования.
Концепция может быть найдена в религиозных и эзотерических учениях — например, Веданте (Адвайта—Веданта), Айяважи, шаманизме, Герметизме, неоплатонизме, Гностицизме, Кашмирском шиваизме, Йоге Сант Мат/Сурат Шабд, суфизме, друзе, Каббале, Теософии, Антропософии, Розенкрейцерстве (Эзотерическое христианство), Учениях Эканкара, Вознесённых Мастеров и т. д. — выдвигающие идею целого ряда тонких планов или миров или измерений, которые, начиная с центром, пронизывают себя и физическую планету, на которой мы живём, солнечные системы и все физические структуры Вселенной. Это взаимопроникновение планов достигает своей кульминации в самой Вселенной как физическом структурированном, динамичном и эволюционном проявлении, начинающемся с менее плотных структур, становясь все более материальным и воплощённым.
Скандинавская космология охватывает понятия из скандинавской мифологии, такие как понятия времени и пространства, космогония, персонификации, антропогеноз и эсхатологию. Темы включают Иггдрасиль, огромное и центральное священное дерево наряду с девятью мирами, включая Асгард и Мидгард.

### Конец Света
Во многих мифах упоминается событие «Конец света (цивилизации)», в котором происходит финальная битва между добром и злом, чтобы создать новый мир, и/или полное катастрофическое событие приведёт к концу человечества (событие вымирания). Рагнарёк является концом света в скандинавской мифологии. В индуистской мифологии конец Кали юга предсказывает конец света, когда последний аватар Вишну придёт, чтобы очистить Землю. Армагеддон, место последней битвы, как указано в Книге Откровения. Феномен 2012 года был целый ряд эсхатологических убеждений о том, что катастрофические или преобразующие события произойдут 21 декабря 2012 года или около того в соответствии с датой окончания 5126-летнего цикла в центральноамериканском календаре длительного отсчёта (он же календарь майя).